# Lisa Violetta Gaß
Lisa Violetta Gaß (* 1984 in Bingen am Rhein) ist eine deutsche Filmregisseurin.

## Leben
Während ihres Abiturs arbeitete Lisa Violetta Gaß als Regieassistentin am Hessischen Staatstheater Wiesbaden. Danach war sie an diversen Filmsets als Regieassistentin, Regiepraktikantin und Dolly Operator tätig. Von 2006 bis 2009 studierte Lisa Violetta Gaß Filmregie an der Internationalen Filmschule Köln (ifs). Ihr dortiger Abschlussfilm ist der Kurzspielfilm Gisberta, der auf vielen nationalen und internationalen Filmfestivals reüssierte, mit dem Prädikat Besonders Wertvoll der Deutschen Film- und Medienbewertung (FBW) sowie mit diversen Preisen ausgezeichnet wurde.
Nach dem Studium nahm sie an der EFA Master Class Ruhr 2010 teil. Für One Fine Day Films Marie Steinmann & Tykwer GbR war sie zwischen 2010 und 2012 als Projektkoordinatorin für das Projekt OneFineDayFilmsWorkshops tätig. 2013 nahm Lisa Violetta Gaß am Berlinale Talent Campus teil.
2014 erhielt sie das Gerd Ruge Stipendium der Film- und Medienstiftung NRW für die Entwicklung ihres Langzeit-Dokumentarfilmprojekts The Voluntary Slave sowie 2015 Drehbuchförderung der FFA und 2016 die MEDIA Entwicklungsförderung. 2017 arbeitete sie als Voice-Over-Regisseurin für einige Filme des DAU-Projekts. 2018 arbeitete Lisa Violetta Gaß als Regieassistenz am Fliegenden Theater Berlin bei der Entwicklung des Theaterstücks »Berührungen« mit, welches sie im Sommer 2019 als Co-Regisseurin an der Seite von Rudi Schmid inszenierte. 2020 folgte die Inszenierung des Theaterstücks »Im Bett« nach dem Film En la Cama von Matias Bize, welches in Zürich (CH) im Keller62 Premiere feierte und im Zuge der Open Stage des Schauspielhauses Zürich 2021 erneut aufgeführt wurde.

## Filmografie (Auswahl)
- 2007: limpID
- 2006: freiSpielen
- 2009: Gisberta
- 2012: Faltenwurf der Sonne
- 2013: A Promised Rose Garden

## Theater (Regie)
- 2019: Berührungen (Co-Regie) / Fliegendes Theater
- 2020: Im Bett / Theater keller62 & Schauspielhaus Zürich
- 2020: Schirmzauber / Fliegendes Theater

## Auszeichnungen (Auswahl)
- 2014: Best Student Film Award -3rd Kolkate Shorts International Film festival[1]
- 2014: Goldener Storch – Wendland Shorts[2]
- 2014: Exberliner Film Award – 10. achtung berlin – new berlin film award für A Promised Rose Garden[3]
- 2010: Preis für das Beste Drehbuch beim Internationalen Film Festival Tel Aviv für Gisberta[4]
- 2010: First Steps Award – Nominierung in der Kategorie „Bester Kurzspielfilm“ für Gisberta[5]
- 2010: Best German Film – Dussmann Preis beim interfilm festival berlin für Gisberta[6]
- 2010: Wiesbaden Spezial – Publikumspreis beim exground Filmfestival Wiesbaden für Gisberta[7]
- 2010: Publikumspreis – 9th International Film & Video Festival of Beijing Film Academy für Gisberta[8]

### Interviews
- Toni Suárez: „Im Gespräch mit Lisa Violetta Gaß“. In: Fuento, 16. September 2018.
- achtung berlin: „Interview mit Lisa Violetta Gaß“. In: Der Freitag, 13. April 2014.